# Vipio gracilis
Vipio gracilis är en stekelart som beskrevs av Ramakrishna Ayyar 1928. Vipio gracilis ingår i släktet Vipio och familjen bracksteklar. Inga underarter finns listade i Catalogue of Life.